# Michał Oleksiejczuk
Michał Oleksiejczuk (Łęczna, Polonia; 22 de febrero de 1995) es un artista marcial mixto polaco. Competidor profesional desde 2014, fue el antiguo Campeón de Peso Semipesado de Thunderstrike Fight League en Polonia. Actualmente compite en la división de peso mediano de Ultimate Fighting Championship.

## Carrera de artes marciales mixtas

### Carrera temprana
Oleksiejczuk comenzó su carrera de MMA en 2014. Luchando principalmente en su Polonia natal, acumuló un récord de 12-2 antes de ser firmado por UFC en 2017.

### Ultimate Fighting Championship

#### 2017
Se esperaba que Oleksiejczuk hubiera debutado en la UFC para enfrentar a Ion Cuțelaba el 4 de noviembre de 2017 en UFC 217, en sustitución del lesionado Gadzhimurad Antigulov. A su vez, después de los pesajes, Cuțelaba fue retirado del evento por la USADA debido a una posible violación de la Política Antidopaje derivada de su investigación sobre las revelaciones voluntarias de Cuțelaba durante una toma de muestras fuera de competición el 18 y el 19 de octubre. Cuțelaba fue suspendido provisionalmente y la pelea fue cancelada.
El debut de Oleksiejczuk en UFC se llevó a cabo finalmente el 30 de diciembre de 2017, en UFC 219, enfrentándo a Khalil Rountree Jr. y reemplazando a un lesionado Gökhan Saki, . Sin embargo, después de la pelea, se reveló que Oleksiejczuk había dado positivo por clomifeno, una sustancia antiestrogénica. Como resultado, la Comisión Atlética de Nevada anuló oficialmente el resultado de la pelea a un Sin Resultado y Oleksiejczuk recibió un año de suspensión por parte de la USADA.

#### 2019
Oleksiejczuk volvió al octágono un año después para enfrentar a Gian Villante el 23 de febrero de 2019, en UFC Fight Night 145. Ganó la pelea por TKO en el primer asalto. Esta victoria le valió el premio a la Actuación de la Noche.
Oleksiejczuk enfrentó a Gadzhimurad Antigulov el 20 de abril de 2019, reemplazando a Roman Dolidze, en UFC Fight Night 149. Ganó la pelea por KO en el primer asalto.
Oleksiejczuk enfrentó a Ovince Saint Preux el 28 de septiembre de 2019 en UFC Fight Night 160. Perdió la pelea por sumisión en el segundo asalto.

#### 2020
Oleksiejczuk enfrentó a Jimmy Crute el 23 de febrero de 2020 en UFC Fight Night 168. Perdió la pelea por sumisión en el primer asalto.

#### 2021
Oleksiejczuk enfrentó a Modestas Bukauskas el 27 de marzo de 2021 en UFC 260. Ganó la pelea por decisión dividida.
Oleksiejczuk enfrentó a Shamil Gamzatov el 30 de octubre de 2021 en UFC 267. Ganó la pelea por TKO en el primer asalto.

#### 2022
Oleksiejczuk enfrentó a Dustin Jacoby el 5 de marzo de 2022, en UFC 272. Perdió la pelea por decisión unánime.

#### Bajada a Peso Mediano
Oleksiejczuk enfrentó a Sam Alvey el 6 de agosto de 2022, en UFC on ESPN 40. Ganó la pelea por TKO en el primer asalto.
Oleksiejczuk estaba programado para enfrentar a Albert Duraev, reemplazando a Bruno Silva, el 17 de diciembre de 2022, en UFC Fight Night 216. A su vez, Duraev fue obligado a retirarse de la pelea por razones no reveladas y fue reemplazado por Cody Brundage. Oleksiejczuk ganó la pelea por KO en el primer asalto. Esta victoria lo hizo merecedor de su segundo premio de Actuación de la Noche.

#### 2023
Oleksiejczuk enfrentó a Caio Borralho el 29 de abril de 2023, en UFC on ESPN 45. Perdió la pelea por sumisión en el segundo asalto.
Oleksiejczuk enfrentó a Chidi Njokuani el 26 de agosto de 2023, en UFC Fight Night 225. Ganó al pelea por TKO en el primer asalto. Esta victoria lo hizo merecedor de su tercer premio de Actuación de la Noche. 

#### 2024
Oleksiejczuk enfrentó a Michel Pereira el 9 de marzo de 2024, en UFC 299. Perdió la pelea por sumisión en el primer asalto. 
Oleksiejczuk enfrentó a Kevin Holland el 1 de junio de 2024, en UFC 302. Perdió la pelea por sumisión en el primer asalto.
Oleksiejczuk enfrentó a Sharabutdin Magomedov el 3 de agosto de 2024, en UFC on ABC 7. Perdió la pelea por decisión unánime. Esta pelea lo hizo merecedor de su primer premio de Pelea de la Noche.

## Campeonatos y logros

### Artes marciales mixtas
- Ultimate Fighting Championship
  - Actuación de la Noche (Tres veces)  vs. Gian Villante,  Cody Brundage y  Chidi Njokuani[8][26][30]
  - Pelea de la Noche (Una vez) vs. Sharabutdin Magomedov[37]

- Thunderstrike Fight League
  - Campeonato de Peso Semipesado de Thunderstrike Fight League (Una vez)
    - Dos defensas titulares exitosas[38][39][40]

## Récord en artes marciales mixtas
| Récord profesional | Récord profesional | Récord profesional |
| 31 peleas          | 21 victorias       | 9 derrotas         |
| ------------------ | ------------------ | ------------------ |
| Nocaut             | 16                 | 1                  |
| Sumisión           | 1                  | 6                  |
| Decisión           | 4                  | 2                  |
| Sin resultado      | 1                  | 1                  |

| Resultado     | Récord   | Oponente              | Método                              | Evento                                          | Fecha                    | Ronda | Tiempo | Localización         | Notas |
| ------------- | -------- | --------------------- | ----------------------------------- | ----------------------------------------------- | ------------------------ | ----- | ------ | -------------------- | --- |
| Victoria      | 21–9 (1) | Gerald Meerschaert    | TKO (golpes)                        | UFC 319                                         | 16 de agosto de 2025     | 1     | 3:03   | Chicago, Illinois    | |
| Victoria      | 20–9 (1) | Sedriques Dumas       | TKO (golpes y codazos)              | UFC 314                                         | 12 de abril de 2025      | 1     | 2:49   | Miami, Florida       | |
| Derrota       | 19–9 (1) | Sharabutdin Magomedov | Decisión (unánime)                  | UFC on ABC: Sandhagen vs. Nurmagomedov          | 3 de agosto de 2024      | 3     | 5:00   | Abu Dhabi            | Pelea de la Noche. |
| Derrota       | 19–8 (1) | Kevin Holland         | Sumisión técnica (armbar)           | UFC 302                                         | 1 de junio de 2024       | 1     | 1:34   | Newark, Nueva Jersey | |
| Derrota       | 19–7 (1) | Michel Pereira        | Sumisión técnica (rear-naked choke) | UFC 299                                         | 9 de marzo de 2024       | 1     | 1:01   | Miami, Florida       | |
| Victoria      | 19–6 (1) | Chidi Njokuani        | TKO (golpes)                        | UFC Fight Night: Holloway vs. The Korean Zombie | 26 de agosto de 2023     | 1     | 4:16   | Kallang              | Actuación de la Noche.                                                                                                  |
| Derrota       | 18–6 (1) | Caio Borralho         | Sumisión (rear-naked choke)         | UFC on ESPN: Song vs. Simón                     | 29 de abril de 2023      | 2     | 2:49   | Las Vegas, Nevada    | |
| Victoria      | 18–5 (1) | Cody Brundage         | KO (golpes)                         | UFC Fight Night: Cannonier vs. Strickland       | 17 de diciembre de 2022  | 1     | 3:16   | Las Vegas, Nevada    | Actuación de la Noche.                                                                                                  |
| Victoria      | 17–5 (1) | Sam Alvey             | TKO (golpes)                        | UFC on ESPN: Santos vs. Hill                    | 6 de agosto de 2022      | 1     | 1:56   | Las Vegas, Nevada    | Debut en peso mediano.                                                                                                  |
| Derrota       | 16-5 (1) | Dustin Jacoby         | Decisión (unánime)                  | UFC 272                                         | 5 de marzo de 2022       | 3     | 5:00   | Las Vegas, Nevada    | |
| Victoria      | 16-4 (1) | Shamil Gamzatov       | TKO (golpes)                        | UFC 267                                         | 30 de octubre de 2021    | 1     | 3:31   | Abu Dhabi            | |
| Victoria      | 15-4 (1) | Modestas Bukauskas    | Decisión (dividida)                 | UFC 260                                         | 27 de marzo de 2021      | 3     | 5:00   | Las Vegas, Nevada    | |
| Derrota       | 14-4 (1) | Jimmy Crute           | Sumisión (kimura)                   | UFC Fight Night: Felder vs. Hooker              | 23 de febrero de 2020    | 1     | 3:29   | Auckland             | |
| Derrota       | 14-3 (1) | Ovince Saint Preux    | Sumisión (Von Flue choke)           | UFC Fight Night: Hermansson vs. Cannonier       | 28 de septiembre de 2019 | 2     | 2:14   | Copenhague           | |
| Victoria      | 14-2 (1) | Gadzhimurad Antigulov | KO (puñetazo)                       | UFC Fight Night: Overeem vs. Oleinik            | 20 de abril de 2019      | 1     | 0:44   | San Petersburgo      | |
| Victoria      | 13-2 (1) | Gian Villante         | TKO (golpes)                        | UFC Fight Night: Błachowicz vs. Santos          | 23 de febrero de 2019    | 1     | 1:34   | Praga                | Actuación de la Noche.                                                                                                  |
| Sin resultado | 12-2 (1) | Khalil Rountree Jr.   | Sin resultado (anulado)             | UFC 219                                         | 30 de diciembre de 2017  | 3     | 5:00   | Las Vegas, Nevada    | Originalmente una victoria por decisión unánime para Oleksiejczuk; anulada después de que diera positivo por clomifeno. |
| Victoria      | 12-2     | Riccardo Nosiglia     | KO (golpes)                         | FEN 17                                          | 12 de mayo de 2017       | 1     | 1:40   | Gdynia               | Pelea de la Noche. |
| Victoria      | 11-2     | Charles Andrade       | KO (puñetazo)                       | TFL 11                                          | 1 de abril de 2017       | 1     | 1:58   | Kraśnik              | Defendió el Campeonato de Peso Semipesado de TFL.                                                                       |
| Victoria      | 10-2     | Łukasz Klinger        | TKO (golpes)                        | TFL 10                                          | 19 de noviembre de 2016  | 1     | 0:00   | Lublin               | Defendió el Campeonato de Peso Semipesado de TFL.                                                                       |
| Victoria      | 9-2      | Wojciech Janusz       | Decisión (unánime)                  | EN 12                                           | 20 de mayo de 2016       | 3     | 5:00   | Breslavia            | |
| Victoria      | 8-2      | Łukasz Borowski       | Sumisión (rear-naked choke)         | TFL 8                                           | 16 de enero de 2016      | 2     | 3:39   | Lublin               | Ganó el vacante Campeonato de Peso Semipesado de TFL.                                                                   |
| Victoria      | 7-2      | Michal Dobiaš         | KO (patada al cuerpo)               | Wenglorz Fight Cup 6                            | 26 de septiembre de 2015 | 2     | 0:00   | Lidzbark Warmiński   | Combate de peso acordado (198 libras).                                                                                  |
| Victoria      | 6-2      | Andrejs Zozulja       | KO (golpes)                         | Wenglorz Fight Cup 6                            | 26 de septiembre de 2015 | 1     | 0:00   | Lidzbark Warmiński   | Combate de peso acordado (198 libras).                                                                                  |
| Victoria      | 5-2      | Tomasz Janiszewski    | TKO (golpes)                        | TFL 7                                           | 2 de mayo de 2015        | 2     | 4:38   | Kraśnik              | |
| Victoria      | 4-2      | Seweryn Kirschhiebel  | TKO (parada médica)                 | TFL 6                                           | 24 de enero de 2015      | 2     | 2:25   | Lublin               | |
| Derrota       | 3-2      | Marcin Wójcik         | TKO (golpes)                        | PLMMA 44                                        | 21 de noviembre de 2014  | 1     | 2:12   | Bieżuń               | Debut en el peso semipesado.                                                                                            |
| Victoria      | 3-1      | Norbert Piskorski     | TKO (lesión de pierna)              | TFL 5                                           | 20 de junio de 2014      | 1     | 0:00   | Lublin               | Combate de peso acordado (212 libras.                                                                                   |
| Derrota       | 2-1      | Jan Kwiatoń           | Sumisión (triangle choke)           | TFL 4                                           | 17 de mayo de 2014       | 1     | 1:53   | Łęczna               | Combate de peso acordado (198 libras.                                                                                   |
| Victoria      | 2-0      | Mateusz Gola          | Decisión (unánime)                  | Tymex Boxing Night                              | 8 de febrero de 2014     | 3     | 5:00   | Pionki               | |
| Victoria      | 1-0      | Rajmund Flejmer       | Decisión (unánime)                  | Vale Tudo Cup 1                                 | 11 de enero de 2014      | 2     | 5:00   | Puławy               | Debut en el peso medio; Oleksiejczuk no alcanzó el peso (191.8 libras).                                                 |